# 烟枪牛仔乐队
烟枪牛仔乐队（Cowboy Junkies）是另类乡村摇滚乐风潮的先驱乐队，80年代中期成军，至今保持活跃。自1986年起至今，在RCA唱片（索尼BMG）、环球唱片、格芬唱片等公司旗下发行了二十多张经典录音室唱片。 迷幻民谣女声Margo Timmins和吉他手兼主要词曲作者Michael Timmins定义了乐队神秘、摇摆、静谧、鬼魅的风格。 
Michael Timmins同时也是加拿大民谣厂牌Latent Recordings主脑，主音歌手Margo Timmins曾入选美国人物杂志"全球50个最美丽的人"，她的丈夫是加拿大唱片工业协会（CRIA）主席Graham Henderson. 

## 重要唱片
烟枪牛仔乐队1987年发行的第二张唱片The Trinity Session位列《史上最伟大百张加拿大唱片》（The Top 100 Canadian Albums）第62位。乐队以低调的另类摇滚乐队姿态出现，却创造了商业奇迹，全球销量达500万张。乐队之后连续两年获加拿大最重要音乐奖朱诺奖的年度最佳乐队提名。 
1996年R.E.M乐队御用制作人John Keane操刀制作，格芬唱片公司发行的唱片Lay It Down，是烟枪牛仔乐队离开索尼BMG公司后的首张唱片，含有乐队多支上榜单曲。 
烟枪牛仔乐队1998年的唱片Miles from Our Home，由传奇制作人John Leckie操刀. John Leckie是披头士乐队和平克弗洛伊德乐队的录音师，曾为披头士乐队吉他手乔治哈里森、电台司令、石玫瑰、神韵（The Verve）多张唱片担纲制作。
2007年著名民谣歌手Ryan Adams、前一万个疯子乐队主音Natalie Merchant、已故传奇民谣歌手Vic Chesnutt等在现场翻唱The Trinity Session的经典曲目，向烟枪牛仔乐队致敬，暨纪念The Trinity Session发行20周年。
2010年4月底，乐队发行了流浪者四张系列唱片的第一张《人民公园》，这张唱片作品的成型和主脑Michael Timmins2008年底中国之行有关。这张唱片和中国摇滚歌手左小祖咒有合作，包括他们共同合作完成的一首歌及翻唱了左小的一首作品。

## 电影原声
烟枪牛仔乐队歌曲出现于多部电影的原声唱片，较为中国乐迷熟悉的是奥利弗·斯通电影《天生杀人狂》。烟枪牛仔乐队贡献过电影原声歌曲的电影还包括Tristan & Isolde、The River Wild、The Good Girl、Flesh and Bone、Dante's Peak、Silver City、Prelude to a Kiss、Lost and Delirious、Suspicious River、Pump Up the Volume、The Truth About Cats & Dogs、Gross Anatomy、Untamed Heart、South of Wawa、Niagara, Niagara等